# Паскаль Тестроет
Паскаль Тестроет (нім. Pascal Testroet, нар. 26 вересня 1990, Бохольт) — німецький футболіст, нападник клубу «Інгольштадт 04».

## Ігрова кар'єра
Народився 26 вересня 1990 року в Бохольті. Вихованець низки юнацьких команд, а також академії «Шальке 04».
У дорослому футболі дебютував 2009 року виступами за команду «Вердер» II, в якій провів два з половиною сезони, взявши участь у 59 матчах чемпіонату. Включався до складу головної команди «Вердера», проте так й не дебютував за неї в офіційних матчах.
Натомість протягом першої половини 2010-х нападник на рівні третього німецького дивізіону грав за «Кікерс» (Оффенбах), «Армінії» (Білефельд), «Оснабрюк» та «Динамо» (Дрезден). У складі останньої команди 2016 року здобув підвищення в класі і протягом наступних двох сезонів захищав її кольори на рівні Другої Бундесліги. У складі дрезденського «Динамо» був одним з головних бомбардирів команди, маючи середню результативність на рівні 0,35 гола за гру першості.
У подальшому з 2018 по 2022 рік грав на тому ж рівні другого німецького дивізіону за «Ерцгебірге Ауе» та «Зандгаузен».
Влітку 2022 року став гравцем третьолігового клубу «Інгольштадт 04».